# Laurales
Laurales је један од филогенетски најстаријих редова скривеносеменица. 